# Catedral de Santiago Apóstol (Szczecin)
La basílica catedral de Santiago Apóstol (en polaco: Bazylika archikatedralna św. Jakuba w Szczecinie) es una iglesia de Polonia de origen medieval construida en la ciudad de Szczecin. La catedral fue construida por los habitantes de la ciudad siguiendo  el modelo de la Iglesia de Santa María en Lübeck. Es la iglesia más grande de Pomerania y durante muchos años después de la Reforma era parte de la Iglesia Evangélica de Pomerania, pero desde la Segunda Guerra Mundial y la entrega de Stettin a Polonia, ha sido reconstruida como una catedral católica. Es la catedral de la arquidiócesis de Szczecin-Kamień.
La iglesia fue establecida en 1187 y el edificio de estilo románico, se completó en el siglo XIV. Una de sus dos torres se derrumbó durante una tormenta en 1456 y destruyó parte de la iglesia. La reconstrucción duró hasta 1503 y toda la iglesia fue remodelada sobre la base de un diseño de planta de salón de una sola torre.
En 2010, una nueva flecha neobarroca fue construida. Hoy en día, la iglesia sirve como la catedral de la archidiócesis católica de Szczecin. 

## Galería de imágenes

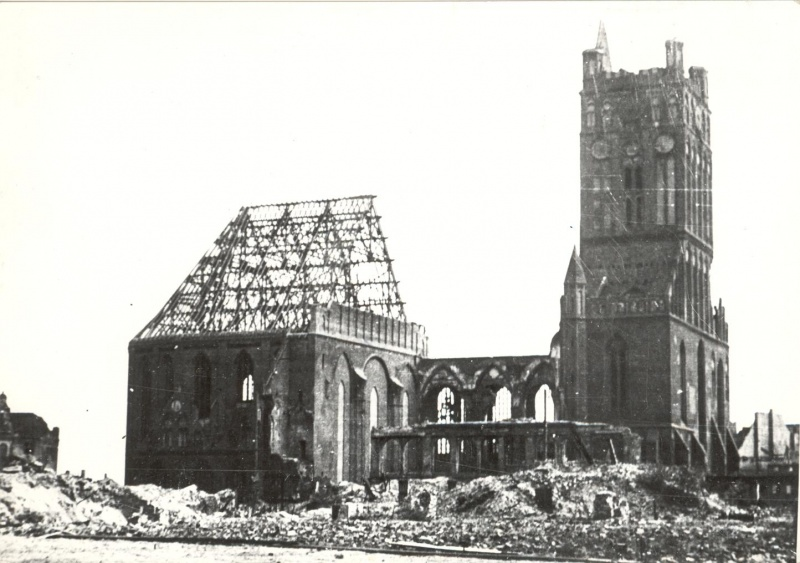
Las ruinas de la catedral en 1944
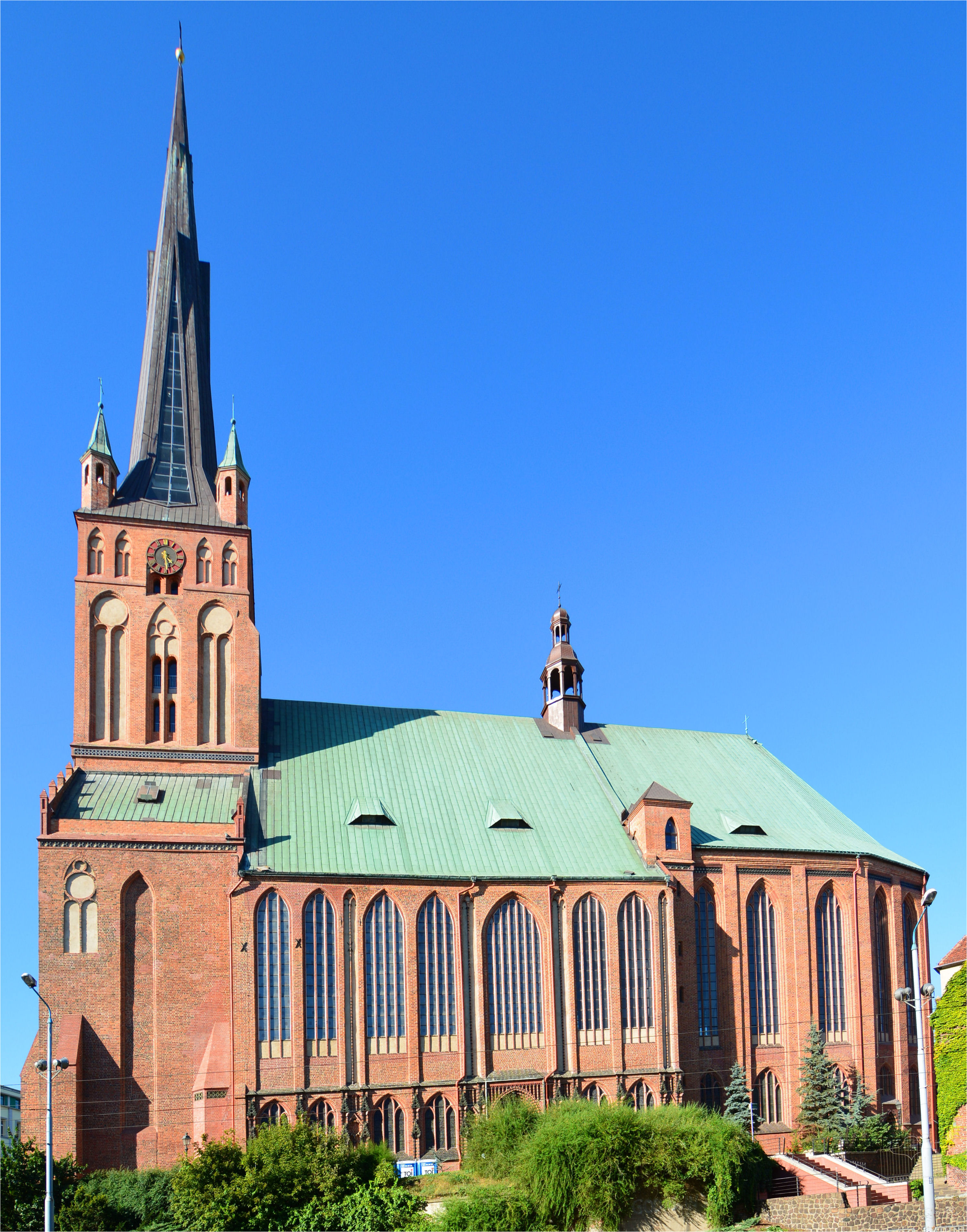
Fachada sur
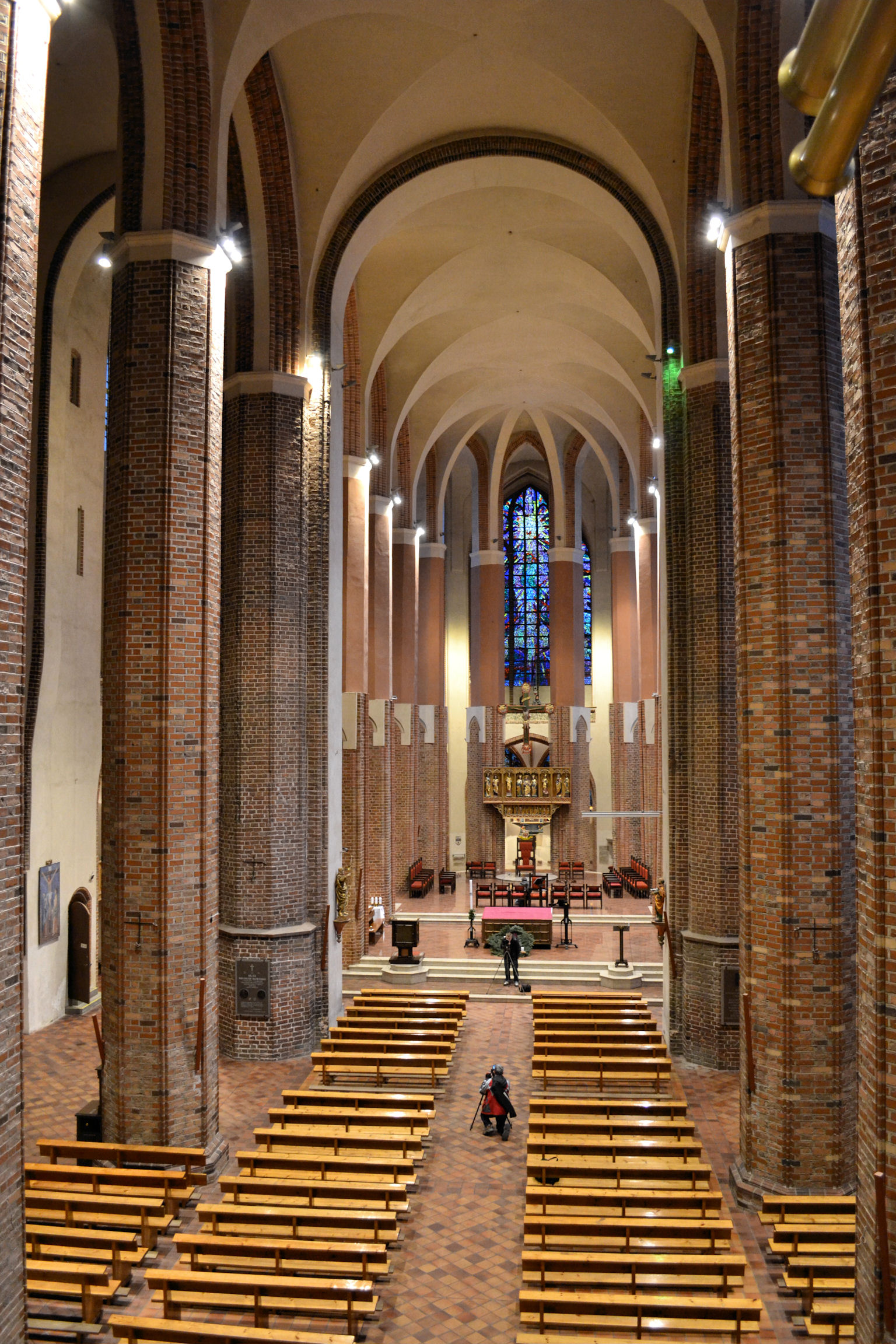
Nave principal
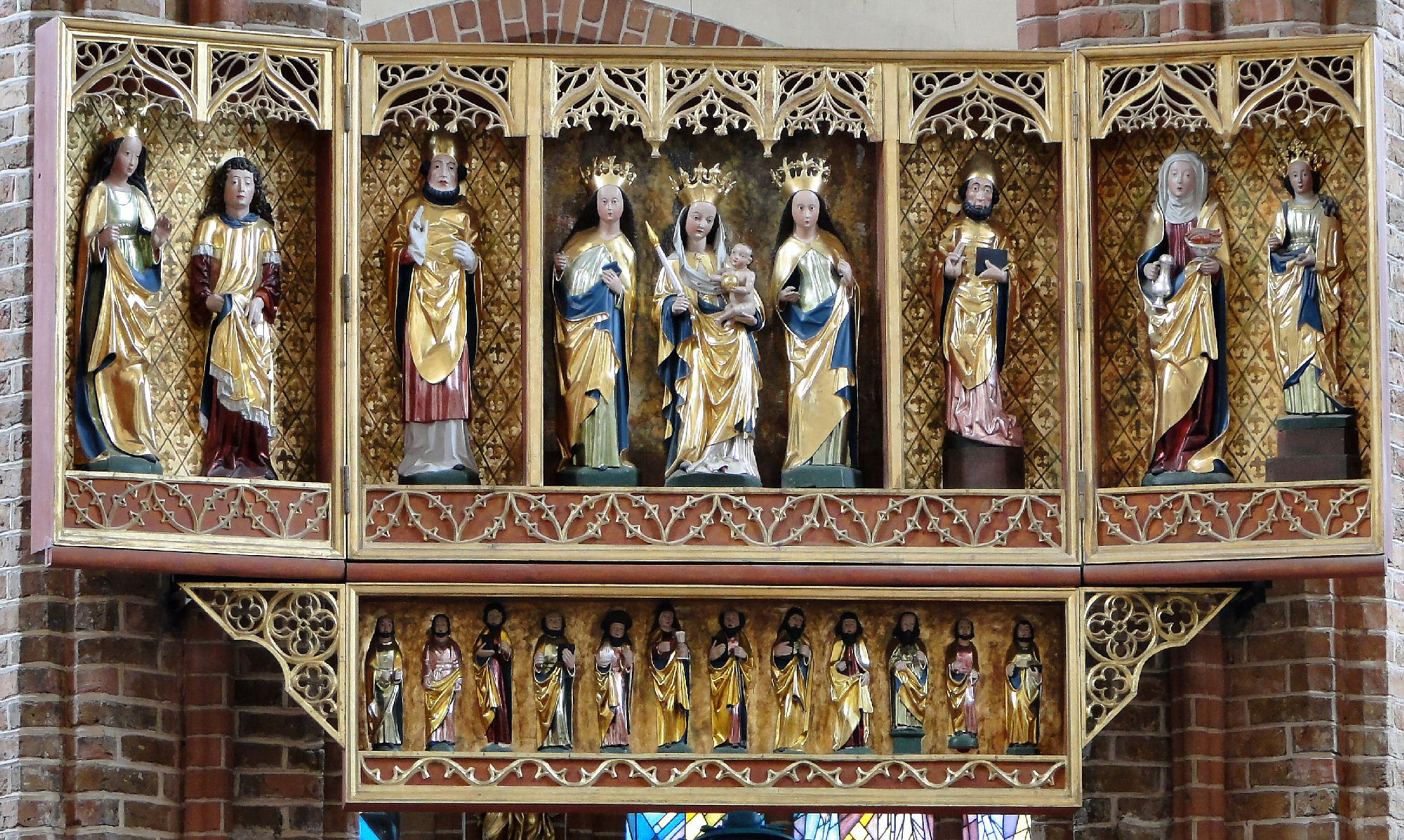
Tríptico por encima del altar mayor
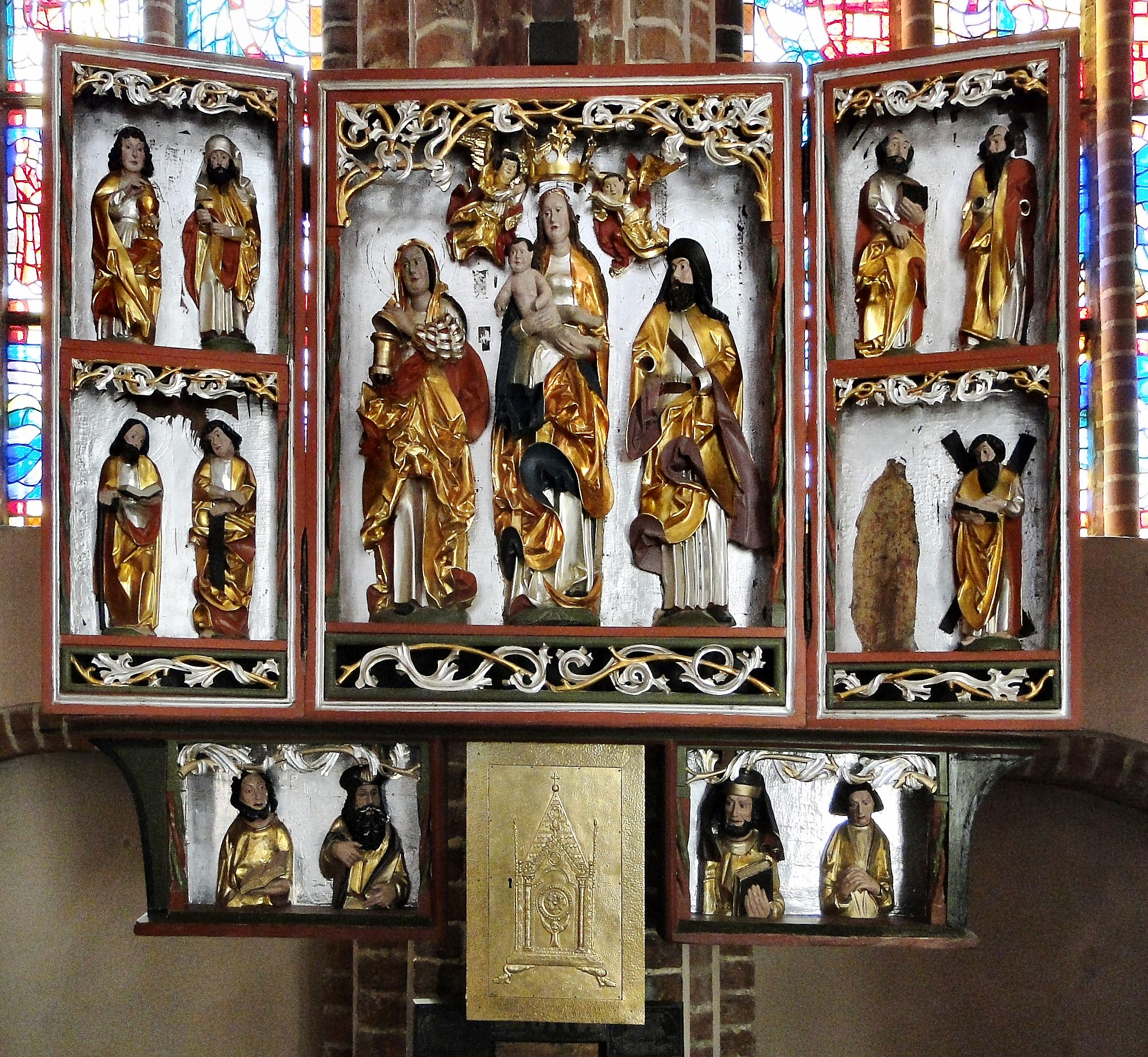
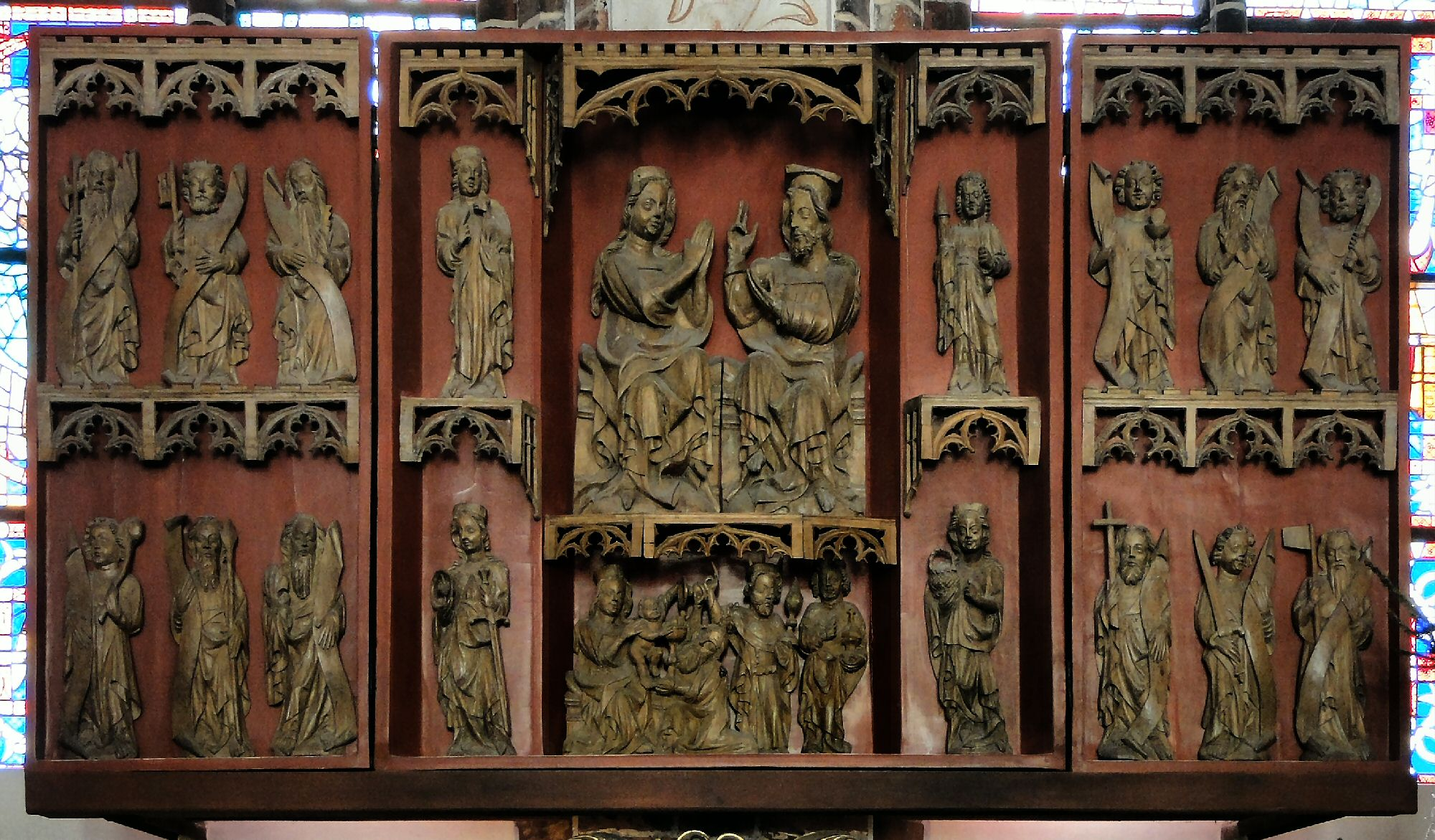
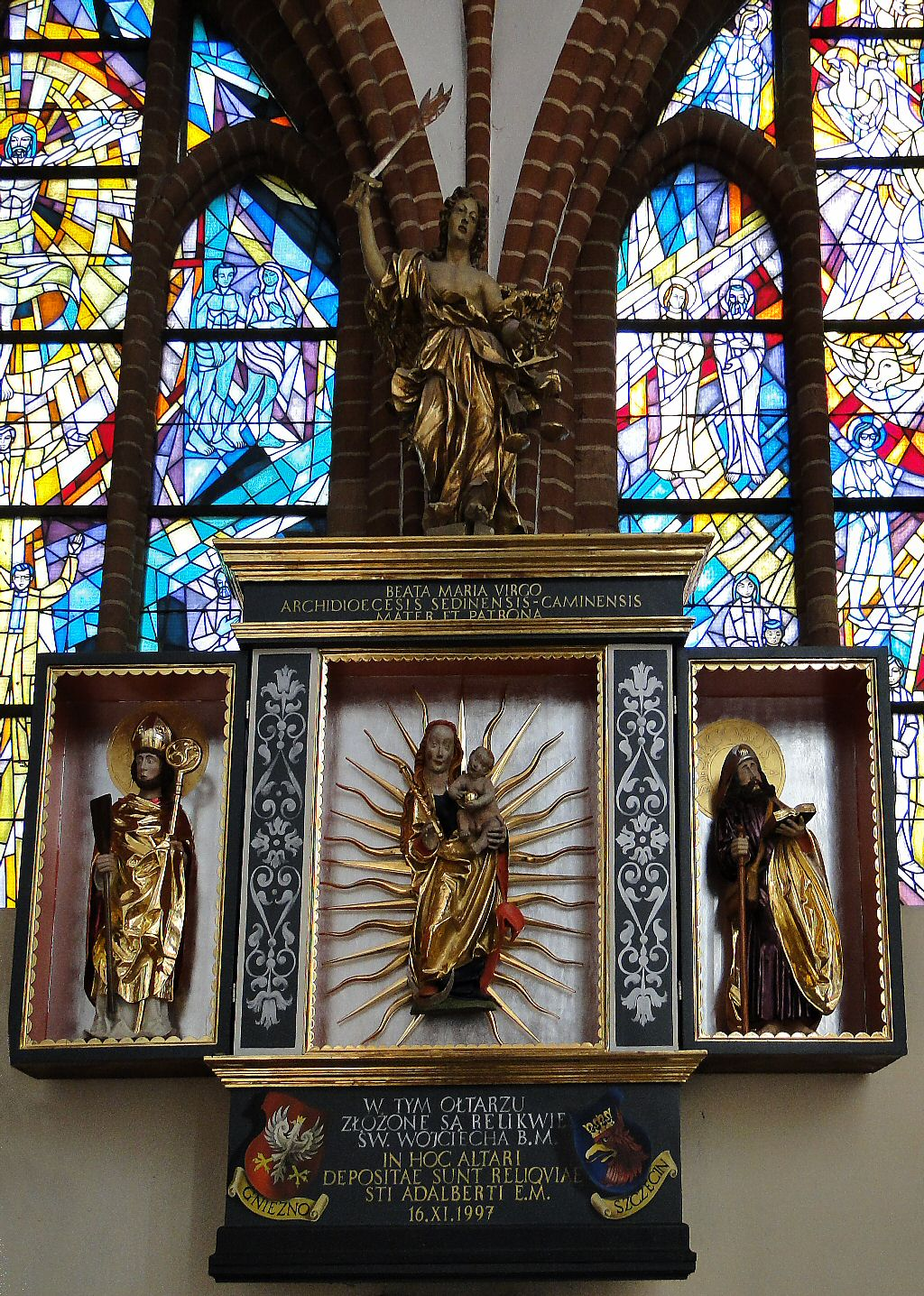
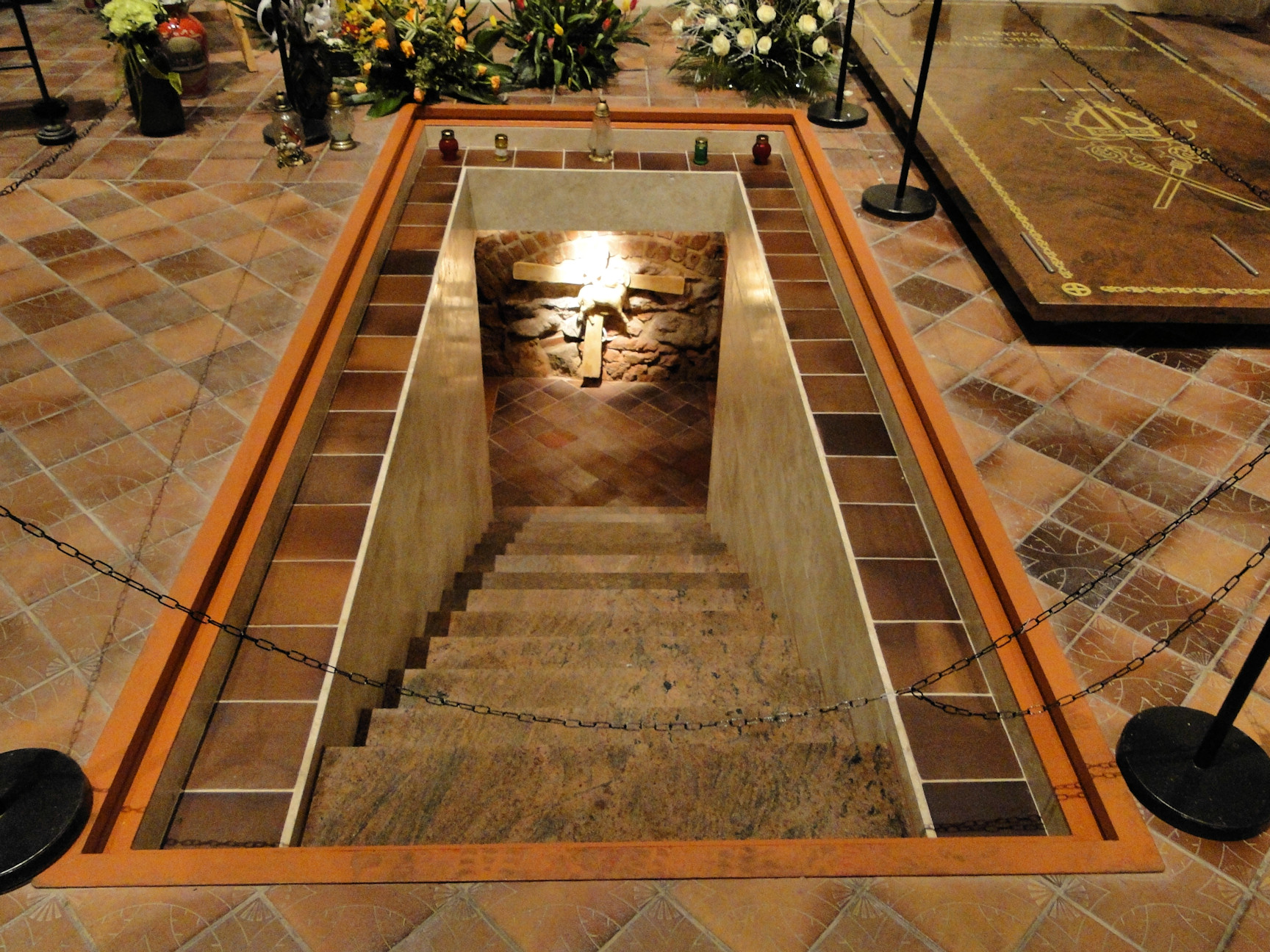
Entrada de la cripta